# 張昌河
張 昌河（チャン・チャンハ、朝鮮語: 장창하）は、朝鮮民主主義人民共和国の軍人、政治家、科学者。朝鮮労働党中央委員会委員、国防科学院長。朝鮮人民軍における軍事称号（階級）は大将。

## 経歴
出生地や生年月日など詳しいことはわかっていないが名家の出身ではないという。ロシアで教育を受け、空軍司令官として金正日総書記の訪中や訪露に随行した。時期は不明だが北朝鮮の核・ミサイル開発の拠点の国防科学院長に就任した。2016年に開催された朝鮮労働党中央委員会第7期第1回総会で党中央委員会委員に選出された。2017年7月に上将に昇進し、7月4日に行われたICBM火星14の発射実験に金正恩党委員長らとともに立ち会った。以後7月28日の火星14の発射実験、8月29日に行われた火星12の発射実験、9月15日に行われた火星12の発射実験、11月30日に行われた火星15の発射実験に立ち会った。2019年になるとロケットの発射実験に代わって超大型ロケット砲の試射を視察することが多くなった。
2020年10月10日に開催された朝鮮労働党創建75周年慶祝閲兵式では、火星ロケット部隊である「赤い旗」縦隊を率いて行進した。

## 人物
北朝鮮のミサイル開発を主導する1人で、ミサイル科学者の中で最も金正恩委員長に近い人物とされる。ミサイル発射が4回連続失敗しても粛清されることはなく、金正恩委員長の科学を重視していることを示しているという。ミサイル科学者の中で有力な李炳鉄党副部長、金正植党副部長とともに「3人組」と呼ばれ、これに全日好党中央委員を加えて「ICBM4人組」と呼ばれる。